# Andrena rusticola
Andrena rusticola är en biart som beskrevs av Warncke 1975. Andrena rusticola ingår i släktet sandbin, och familjen grävbin. Inga underarter finns listade i Catalogue of Life.